# Diga Seven Mile
La diga Seven Mile è uno sbarramento idroelettrico canadese nella Columbia Britannica.

## Descrizione
Sbarra il fiume Pend d'Oreille 15 km a sud-est della città di Trail e 18 km a valle della diga Boundary. La gestione della diga è coordinata con la diga Waneta 9 km più a valle.
L'impianto ha una potenza installata di 848 MW e genera 3.200 GWh all'anno di energia elettrica. Tra maggio ed l'inizio di luglio la portata del fiume è superiore alla capacità dell'impianto, in questi periodi viene quindi parzialmente bypassato l'impianto scaricando l'acqua a valle. Il bacino ha un'estensione di 420 ettari.